# マンガ肉
マンガ肉（マンガにく）とは、主に漫画・アニメ・ゲームなどフィクションの中に登場する食用の肉を指す。特にギャグ漫画においては簡便に調理済みの肉を象徴する一種のアイコンとして数多く登場する。
ただし「マンガ肉」とはあくまでこれらを指す通称であり、「原始人がマンモスの肉を焼いて食べている」というイメージから「原始肉（げんしにく）」という別名も持っている。正式な名称は不明であるが、そのような肉のサブカルチャーにおける認知度は高く、食品業界においてこれを模した物が商品化されることもある。

## 特徴
- どの作品にも共通するのは、「一本の骨を覆う巨大な肉塊」であること。さらに「一枚肉」である点である。
- 大きさは様々だが、概ね骨の長さは40センチメートル - 80センチメートル程度、肉の部分は3分の2を占めるという描写が多い。
- 直接火に炙って食べる、または燻製にして食べるといった描写が多い。味付けについてはその有無も含めて作品によって異なる。

## 起源と普及
マンガ肉の起源は不明だが、日本では少なくとも1970年代前半には存在している。中でも『はじめ人間ギャートルズ』の登場人物たちが肉にかぶりつく様子は、インパクトを強く残した。ただし、マンガ肉が登場するのはアニメ版のみであり、原作漫画の『ギャートルズ』には登場していない。また、同作品以前にも、例えば『トムとジェリー』でのローストチキンの描写など、アメリカのアニメなどに骨付き肉の形で様々な類型が見られる。
『ギャートルズ』以降、様々な漫画・ゲームを経て現在のような形に一般化され、原始時代を描く際や大食いキャラクターを描写する際の記号として用いられるようになる。また、川崎のぼるの『いなかっぺ大将』（1967年 - 1972年）においては、高級料理の象徴としても用いられている。吉田戦車作の『伝染るんです。』（1989年 - 1994年）では、皆が子供の頃から憧れを抱いていた「あの肉」が作中世界で「ほんとう」に登場、老若男女がそれにむせび泣きむさぼり食べるという描写があり、漫画表現としての「マンガ肉」は、これ自体をネタとしたギャグとしても成立している。南 (2013, pp. 10–11) はこのことを、「マンガ肉」という表現が共通認識となっていることの証左としている。
その他、漫画家の永野のりこは、「三大美味しそう二次元レシピ」として「チビ太のおでん（『おそ松くん』）」、「松葉のラーメン（『まんが道』）」とともに、「海賊王子の肉（『海賊王子』）」すなわちマンガ肉を挙げており、作家の朝香式による短編小説には『マンガ肉と僕』（杉野希妃監督により映画化）がある。
ゲーム内のアイテムとして出現する場合がある。『悪魔城ドラキュラ』の肉や『ファイナルファイト』、『キャプテンコマンドー』の原始肉など、どれも回復量は高く設定されている。

### マンガ肉の再現
現実に見た場合、どの動物にもマンガ肉のような太い骨の周囲に均一かつ円筒状に肉がついている部位は存在しない。よって、実際に描写通りの肉を手に入れることはできない。そのためマンガ肉を再現するには、骨の周囲の肉をマンガ肉のような形に削るなど、何らかの加工を行う必要がある。
これまで様々なバラエティ番組で、「憧れのあの肉」を再現して実際に食べてみるという企画が放送されている。また、「マンガ肉」と称した料理を実際に提供するレストランや精肉店なども存在していた。実際には骨つきハンバーグと言うべき料理であり、よく伸びるといった本来の描写とはかなり異なる。例えば東京都杉並区阿佐谷南にあった精肉店が「あの肉」「その肉」の商品名で「マンガ肉」を商品化していた。また、京都市左京区元田中の居酒屋では、「マンガ肉」のほか、赤塚不二夫や川崎のぼるの漫画作品でよく見かけるような山盛りのごはん「マンガ盛り」なる商品も注文できたという。そのほか、エスケー食品は、園山俊二原作の漫画『ギャートルズ』に登場する巨大な骨付き肉をイメージしたマンガ肉を、骨に牛肉を巻きつけることにより再現し、「ギャートルズ肉」の商品名で楽天市場にてネット販売を行っていた。命名に際しては、正規にライセンス権を得ている。エスケー食品ではほかにも、『ギャートルズ』に登場する巨大な輪切り肉をモデルにした「マンモの輪切り肉」を、豚バラ肉を巻くことにより再現し、販売していた。
マンガ肉再現ツール「瀬戸焼漫画肉の骨」は瀬戸焼の耐熱陶器で作られており、オーブンや七輪でマンガ肉が再現できる。「燕三条漫画肉の骨」はアルミ合金製で、これも七輪など直火での調理が可能なことに加え、調理後の肉に刺すだけで再現できる。。自作で骨の形状を作成し肉を巻き付けたり、肉塊に刺して焼いて再現。または、ごぼうを骨に見立てて調理などがある。

## Unicodeへの採用
Unicode6.0において、MEAT ON BONEの名称でマンガ肉に似た絵文字が採用されている。
| 記号 | Unicode | JIS X 0213 | 文字参照            | 名称         |
| ---- | ------- | ---------- | ------------------- | ------------ |
| 🍖   | U+1F356 | -          | &#x1F356; &#127830; | MEAT ON BONE |

## 類似する食品・料理
- ケバブ
- スペアリブ、ラムチョップ（共に肋骨の骨付き肉）
- ハム（特にブタのもも肉を足の骨ごと加工した古くからの製品は大腿骨の周囲を厚く筋肉がとりまいている）
- フライドチキン、ローストチキンなど
- 骨付きソーセージ
- シュバイネハクセ（アイスバインの一種。豚の脚をローストしたもの）